# Irlandzki awatar
Irlandzki awatar (ang. the Irish Avatar) – satyryczna broszura napisana przez George’a Byrona na początku lat 20. XIX wieku (16 września 1821 r.). Po raz pierwszy opublikowany w Paryżu przez T. Moore'a 19 września 1821 r.

## Treść broszury
„Irish Avatar” napisany przez Byrona w związku z podróżą angielskiego króla Jerzego IV do Irlandii. Oficjalna interpretacja tego faktu przez Byrona kontrastuje z oburzeniem brytyjskiej tyranii nasyconej gniewnymi prawami autorskimi. Satyra Byrona jest skierowana przeciwko despotyzmowi i niewolnictwu. W swojej satyrze poeta oburza się na udrękę tych, którzy czołgali się przed Jerzym, jak przed nowo objawionym „bogiem”. Autor przypomina Irlandczykom, że w osobie Jerzego IV powinni zobaczyć rząd brytyjski, który odebrał im wszystkie swobody. Liryczny bohater wzywa Irlandczyków do walki z brytyjską tyranią i mówi o ich miłości do tych Irlandczyków, którzy walczą o wolność swojego kraju.